# Santa Cruz do Rio Pardo
Santa Cruz do Rio Pardo – miasto i gmina w Brazylii, w stanie São Paulo. Znajduje się w mezoregionie Assis i mikroregionie Ourinhos.